# Park stanowy Falls of the Ohio
Park stanowy Falls of the Ohio (ang. Falls of the Ohio State Park) – amerykański park stanowy w stanie Indiana nad rzeką Ohio. Park został ustanowiony w 1990 roku jako dwudziesty park stanowy w stanie Indiana i zajmuje powierzchnię lądową około 0,67 km². Park stanowi część większego obszaru chronionego na poziomie federalnym o oficjalnej nazwie Falls of the Ohio National Wildlife Conservation Area, który zajmuje powierzchnię około 5,68 km².
Na terenie parku znajdują się odsłonięte złoża skamieniałości datowanych na około 386 milionów lat. Ich powierzchnia wynosi około 0,89 km² i uważa się je za jedne z największych znanych na świecie odsłoniętych złóż skamieniałości pochodzących z okresu dewonu. Na terenie złóż zidentyfikowano skamieliny należące do około 600 gatunków organizmów, z czego około dwie trzecie, to gatunki po raz pierwszy zidentyfikowane na terenie parku. Ponad 250 gatunków zidentyfikowanych skamielin to koralowce.
Na terenie parku wybudowano muzeum, w którym znajdują się liczne eksponaty związane z geologią okolicznych terenów oraz prowadzone są liczne programy edukacyjne. Znajduje się tu również duże akwarium z rafą koralową. Park jest również popularnym miejscem uprawiania sportów wodnych.
Mimo że nazwa parku, która dosłownie znaczy park stanowy wodospadów Ohio, mogłaby sugerować istnienie w pobliżu wodospadów na rzece Ohio, w rzeczywistości znajdowała się tu tylko seria niewielkich kaskad. Różnica poziomów rzeki Ohio na dystansie ponad 4 kilometrów wynosi około 8 metrów. Jednak była to jedyna znacząca przeszkoda w żegludze na całej długości rzeki Ohio, stąd wcześni podróżnicy nazwali ten region „wielkimi wodospadami”. W ten sposób wzięła się nazwa tego odcinka rzeki i później parku. W latach 20. XX wieku, po wybudowaniu na rzece tamy, poziom wody na rzece podniósł się i większość kaskad nie jest obecnie widoczna.
Na terenie parku 15 października 1803 roku doszło do spotkania odkrywców i podróżników, Meriwethera Lewisa i Williama Clarka. Chociaż formalnie ich wspólna ekspedycja do wybrzeży Oceanu Spokojnego wyruszyła pół roku później z okolic Saint Louis, to wspólnie podróżowali właśnie od Falls of the Ohio. Wydarzenie to upamiętnia wzniesiony na terenie parku pomnik.
Obecne tereny parku w swojej twórczości opisywali między innymi Mark Twain i Walt Whitman.